# Radnice v Dubé
Radnice na Masarykově náměstí v Dubé v okrese Česká Lípa v Libereckém kraji je zapsaná jako kulturní památka v Ústředním seznamu nemovitých kulturních památek České republiky. Pozdně klasicistní budova radnice se nachází v centru městské památkové zóny Dubá, která je zároveň součástí území Chráněné krajinné oblasti Kokořínsko – Máchův kraj.

## Historie

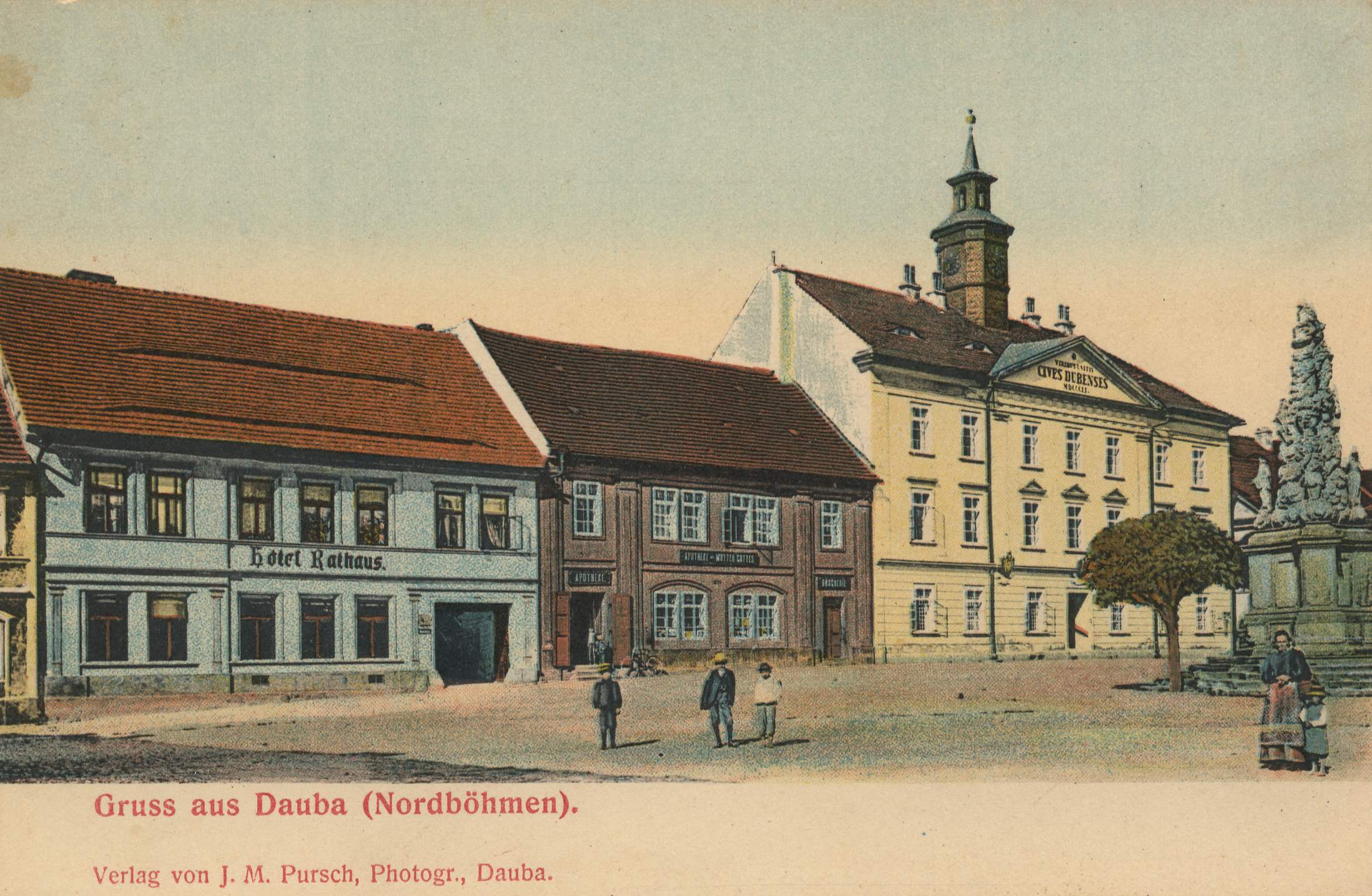
Dubské náměstí s radnicí na pohlednici z doby kolem roku 1900

Základ rozvržení dubského náměstí a přilehlých ulic byl položen již na přelomu 13. a 14. století v době vzniku města. Město bylo založeno na pravidelném půdorysu se čtvercovým náměstím a s ulicemi, vybíhajícími z jeho nároží. V průběhu staletí se vystřídala řada názvů dubského náměstí. Původní německé názvy Ringplatz nebo Marktplatz vystřídala ve 20. století jména politiků – T. G. Masaryka, Adolfa Hitlera a Klementa Gottwalda. Po roce 1989 byl vrácen prvorepublikový název Masarykovo náměstí.
Stará radnice stávala v Dubé před řadou domů poblíž ústí Poštovní ulice do prostoru náměstí. V průběhu staletí byla Dubá několikrát postižena velkými požáry, které město pokaždé téměř zcela zničily. K velkým katastrofám došlo například v letech 1692 a 1711, kdy mimo jiné skončily v plamenech i všechny originály městských privilegii a stará městská kronika.

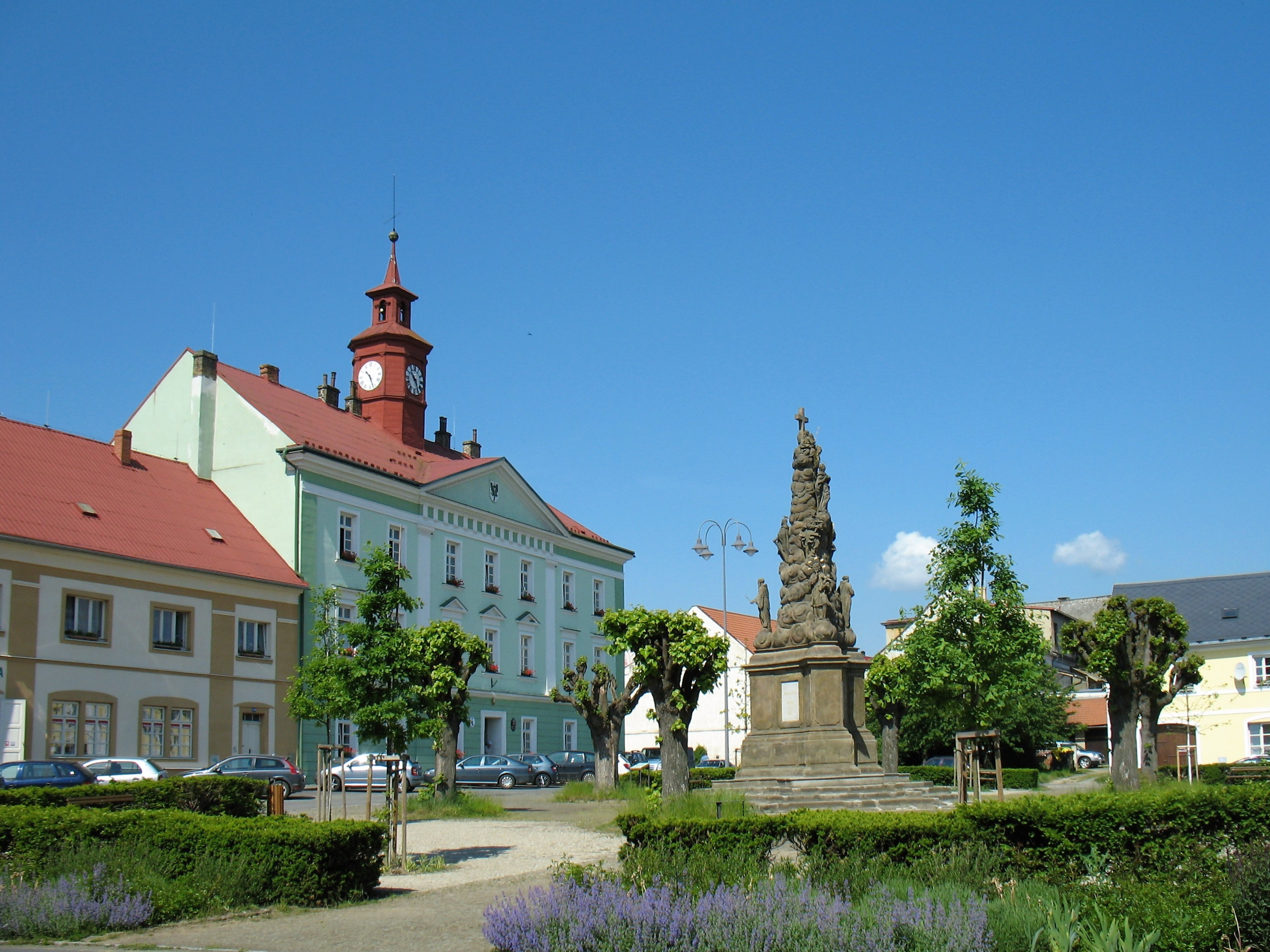
Jihozápadná strana dubského náměstí a sloup Nejsvětější Trojice v roce 2021

K dalšímu velkému požáru došlo v roce 1845. Oheň opět zničil velkou část města a vyhořela i budova staré radnice, která poté již nebyla obnovena. V roce 1848 bylo v Dubé zřízeno okresní hejtmanství, okresní soud a další správní úřady. V roce 1850 byla na jihozápadní straně náměstí poblíž ústí Poštovní ulicezahájena stavba nové radnice. Budova radnice byla dokončena a slavnostně posvěcena v následujícím roce. Uprostřed trojúhelníkového štítu v tympanonu na průčelí radnice byl umístěn latinský nápis „VIRIBUS UNITIS CIVES DUBENSES DCCCLI“ („Spojeným úsilím občanů Dubé 1851“). Jelikož byl objekt zároveň sídlem okresního soudu, v přízemí radnice byly zřízeny vězeňské cely.
Správa soudního okresu a okresní hejtmanství byly v Dubé až do roku 1918. Podoba města doznala změn po bombardování, k němuž došlo 9. května 1945, budova radnice však zůstala zachována. V letech 1959–1961 bylo v prvním patře budovy radnice městské muzeum. Po jeho zrušení byly exponáty předány do muzea v Bělé pod Bezdězem a do Vlastivědného muzea v České Lípě. Po německém muzeu, které bylo na radnici ve 20. a 30. letech 20. století, se žádné stopy nedochovaly.
V roce 2004 byly pražským orlojníkem rekonstruovány věžní hodiny, samotná radnice prošla celkovou rekonstrukcí v letech 2002–2009. Během těchto oprav byl obnoven původní vzhled radnice, částečně poničený nevhodnými stavebními zásahy v druhé polovině 20. století, jako byla například necitlivá změna rozměrů oken, provedená v roce 1965.

## Popis stavby

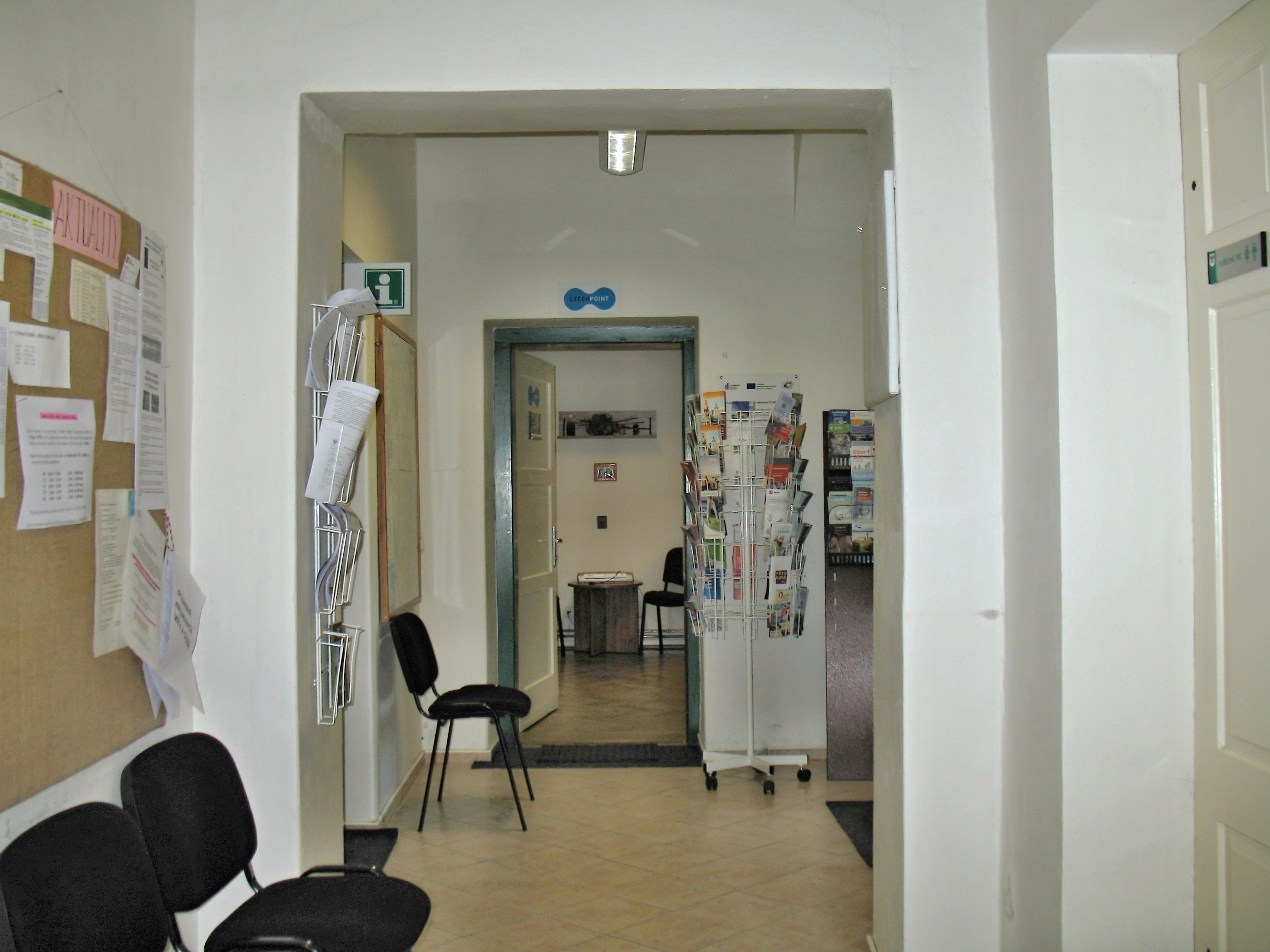
Vstup do městského infocentra

Neoklasicistní zděná budova radnice (čp. 138) je dvoupatrová, v průčelí s mělkým středním rizalitem. Střecha budovy je sedlová, krytá taškami. Průčelí radnice je rozděleno sedmi okenními osami, centrální rizalit je zdůrazněn vysokým řádem tvořeným pilastry s jednoduchými odstupňovanými hlavicemi. Rizalit doplňuje tympanon zdůrazněný zubořezem. V centru tympanonu je umístěn znak města. Okna v rizalitu v prvním poschodí budovy mají nadokenní římsy a nad nimi trojúhelníkové frontony. přízemí je vodorovně členěno pásovou rustikou.
Chodby a místnosti v budově mají valenou klenbu, také nad schodišti je stoupaná valená klenba. Bývalé vězeňské cely, vybavené původním vytápěním, slouží k výstavním účelům jako „Galerie Šatlava“. Samotná budova radnice je sídlem městského úřadu, v přízemí je umístěno městské informační centrum.

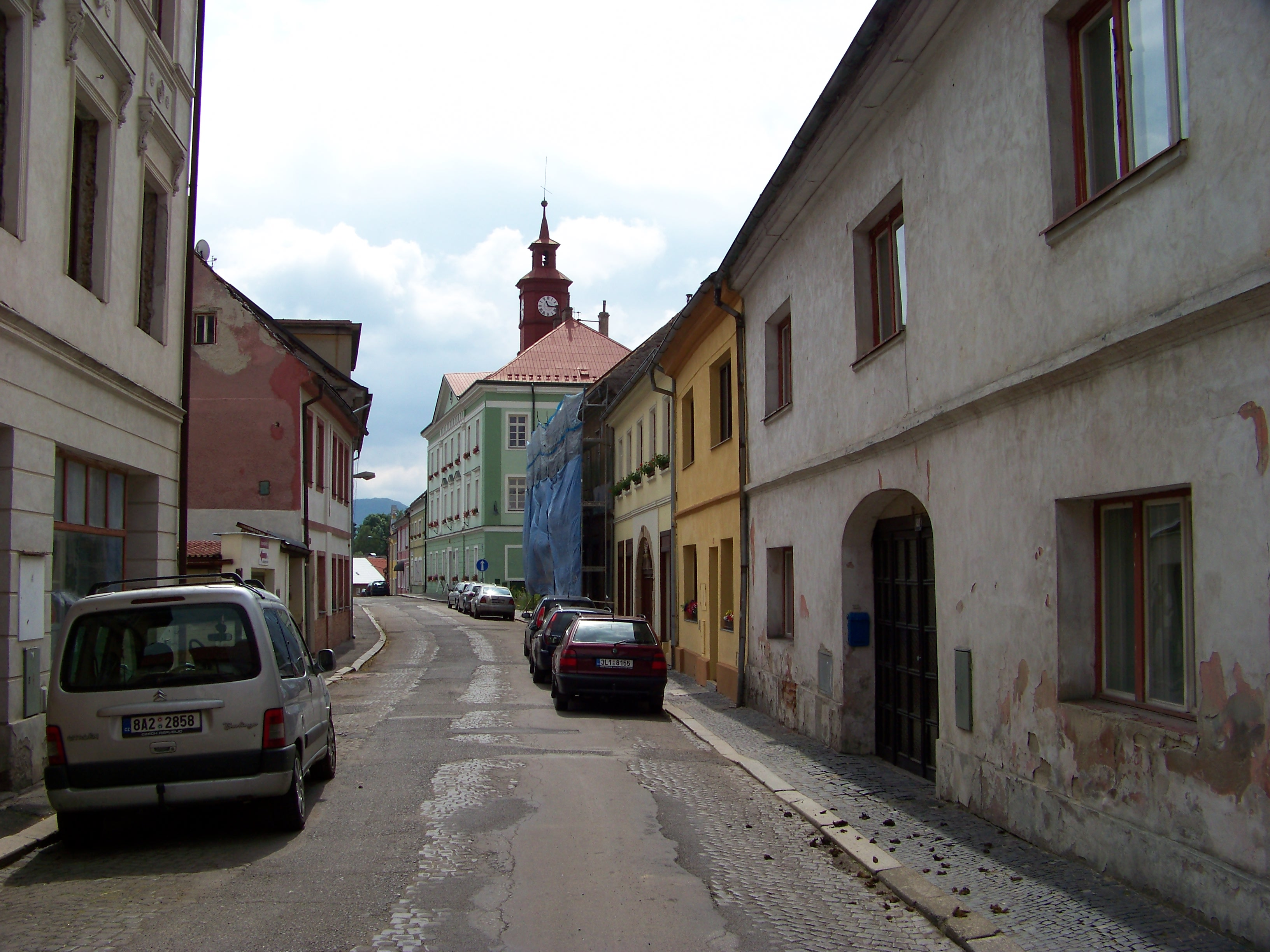
Průhled Poštovní ulicí směrem k radnici

Budově radnice dominuje dřevěná polygonální věž, která je rozdělena do dvou stupňů a má jehlancovité zakončení. Na čtyřech bočních stěnách věže jsou umístěny hodiny. Uvnitř věže se zachoval historický hodinový stroj z druhé poloviny 19. století, který pochází z dílny vídeňského výrobce věžních hodin Rudolfa Gschürtze.

### Okolí radnice
Veškeré architektonické prvky jsou zdůrazněny také bílou omítkou, zbytek fasády je zelený. Naproti radnici se v horní části náměstí nachází barokní sloup Nejsvětější Trojice, který zde byl postaven v roce 1726 z iniciativy hraběnky Anny Kateřiny Swéerts-Sporckové, manželky majitele panství Nový Berštejn Františka Karla Rudolfa Swéerts-Sporcka. Vedle radnice stával směrem k Poštovní ulici klasicistní dům čp. 13, který byl vybudován na místě vyhořelé staré radnice. Koncem roku 1978 se propadla část základů průčelní zdi tohoto objektu, pravděpodobně do prostorů někdejších sklepů zaniklé radnice. Dům čp. 13 byl zbořen v roce 1980.